# Драган Гламочић
Драган М. Гламочић (Футог, 4. октобар 1968) српски је универзитетски професор и министар пољопривреде, шумарства и водопривреде.

## Биографија
По образовању је доктор пољопривредних наука. Редовни професор на Пољопривредном факултету Универзитета у Новом Саду. Предаје више предмета из уже научне области Исхрана животиња  на основним, мастер и докторским студијама.
Објавио је више од 300 референци националног и међународног значаја. Аутор и коаутор је три књиге, једног уџбеника и једне монографије, пет скрипти и два компјутерска програмска система, од којих се један користи у светским оквирима.
Обављао је функције Министра пољопривреде, шумарства и водопривреде у Влади Републике Србије, личног саветника Председника Владе РС,  а тренутно је на позији саветника председника Републике Србије за пољопривреду и аграрну реформу.
Објавио је више од 300 референци (национални и међународни часописи као и национални и међународни скупови). Аутор и коаутор је три књиге, затим,
уџбеника и монографије, пет скрипти и два копјутерска програмска система, од којих се један користи на светском нивоу;
Поред матерњег, српског језика говори и енглески језик. Ожењен је и отац је троје деце.

## Кретање у професионалном раду и функције
- Саветник председника Републике Србије за пољопривреду и аграрну реформу од 2024. године;
- Посебни саветник Министра за пољопривреду, водопривреду и шумарство, од 2022. до 2023. године;
- Продекан за развој и сарадњу са привредом Пољопривредног факултета Универзитета у Новом Саду од 2018. до 2020. године;
- Лични саветник председника Владе Републике Србије Александра Вучића од 2014. до 2017. године;
- Министар за пољопривреду, водопривреду и шумарство у Влади Републике Србије од 2013. до 2014. године;
- Менаџер Пољопривредног факултета Универзитета у Новом Саду од 2015. до 2018. године;
- Продекан за финансије Пољопривредног факултета Универзитета у Новом Саду од 2012. до 2013. године;
- Директор Департмана за сточарство Пољопривредног факултета Универзитета у Новом Саду од 2004. до 2012. године;
- Пољопривредни факултет, Универзитета у Новом Саду, 1996. године изабран у звање асистента, а од 2009. године је у статусу редовног професора за ужу научну област "Исхрана животиња";

## Чланство у саветима, управним и надзорним одборима
- Члан Скупштине "Научно-технолошког парка" у Новом Саду од 2019. године
- Председник Управног одбора “Истраживачко-образовног центра у пољопривреди” Темерин, од 2018. до 2020. године;
- Председник Надзорног одбора “Митросрем”, ад Сремска Митровица од 2014. до 2021. године;
- Председник Управног одбора “Институт Биосенс”, Нови Сад од 2017. до 2019. године;
- Члан савета: “Универзитет у Београду”, Београд, од 2015. до 2018. године;
- Члан савета: “Универзитет у Новом Саду”, Нови Сад, од 2012. до 2013. године;
- Председник савета за сточарство Републике Србије, Министартво за пољопривреду, водопривреду и шумарство;

### Боравци у иностранству/специјализације
- Студијски боравак: The Ohio State University, Сједињене Америчке Државе, 12. месеци, 1997./1998. година;
- Више краћих студијских боравака од неколико недеља па до више месеци у земљама Европске уније и САД;

## Чланство у удружењима
- EAAP - “The European Federation of Animal Science”;
- ASAS - “American Society of Animal Science”;
- ADSA - “American Dairy Science Association”;

## Остале активности
- Судски вештак за област пољопривреде;